# 菲雅克
菲雅克（法語：Figeac，法語：[fiʒak] ⓘ），法国西南部城市，奥克西塔尼大区洛特省的一个市镇，也是该省的一个副省会，下辖菲雅克区，其市镇面积为35.16平方公里，2022年1月1日时人口数量为9,757人，是洛特省人口第二多的市镇，仅次于省会卡奥尔，在法国所有城市中排名第1,030位。
菲雅克位于洛特省东部，是一个区域性的经济、文化、科教中心及交通枢纽，有两条铁路在此交汇。菲雅克是法国拥有高等院校的人口最少的城市，其境内拥有一所应用技术学院。

## 地名来源
根据当地的民间传说，“菲雅克”一名来源于法兰克国王矮子丕平，其于753年途径此地时命令，意为“就在此处修建”，此后当地便出现了一处修道院。然而，这种说法并未得到完全证实，因为“Fiat”在拉丁语、奥克语和古法语中都没有确切含义。

## 历史

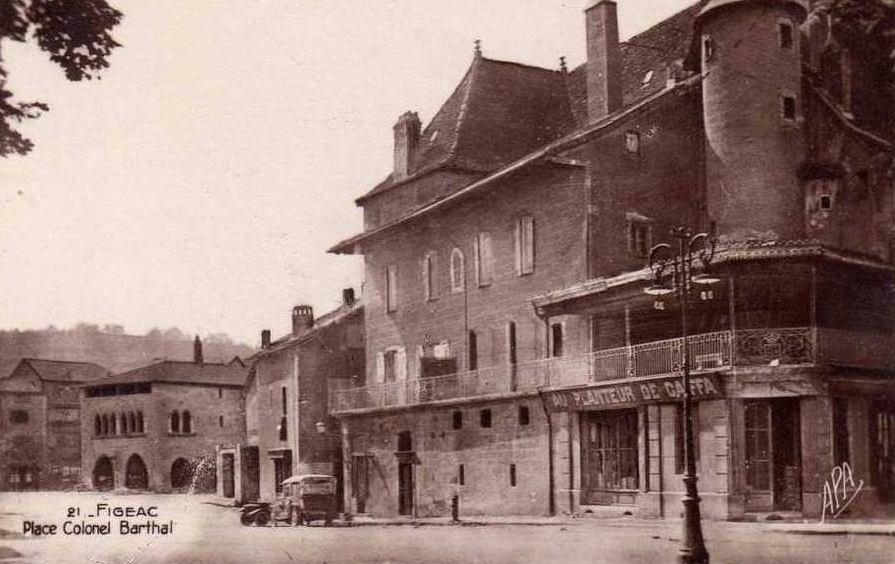
20世纪初的菲雅克

菲雅克历史悠久，当地的城桓遗址经鉴定修建于高卢-罗马时期。根据法国地理学家维克托·马尔特-布朗的推断，这一地区在公元8世纪时曾出现过修道院，同时一条沿塞莱河的大道经菲雅克向东西两侧延伸，同时一条支线道路由此向北连接罗卡马杜尔城堡，菲雅克便成为一个区域性的贸易中心，城市得到了一定程度的发展。中世纪末，菲雅克为里加尔德热努亚克家族的统治范围。法国宗教战争期间，菲亚克领主因反对改革而遭到新教徒的杀害，修道院被烧毁，城市也受到了一定程度的破坏。法国大革命后，菲雅克成为洛特省的一个副省会。工业革命期间，多条铁路在此交汇，菲雅克出现了工业部门。第二次世界大战期间，菲雅克及其所在的洛特省是法国抵抗运动最为活跃的地区之一。1948年，菲雅克获得由法国政府颁发的第二次世界大战十字勋章。

## 地理

菲雅克市镇在洛特省内的位置

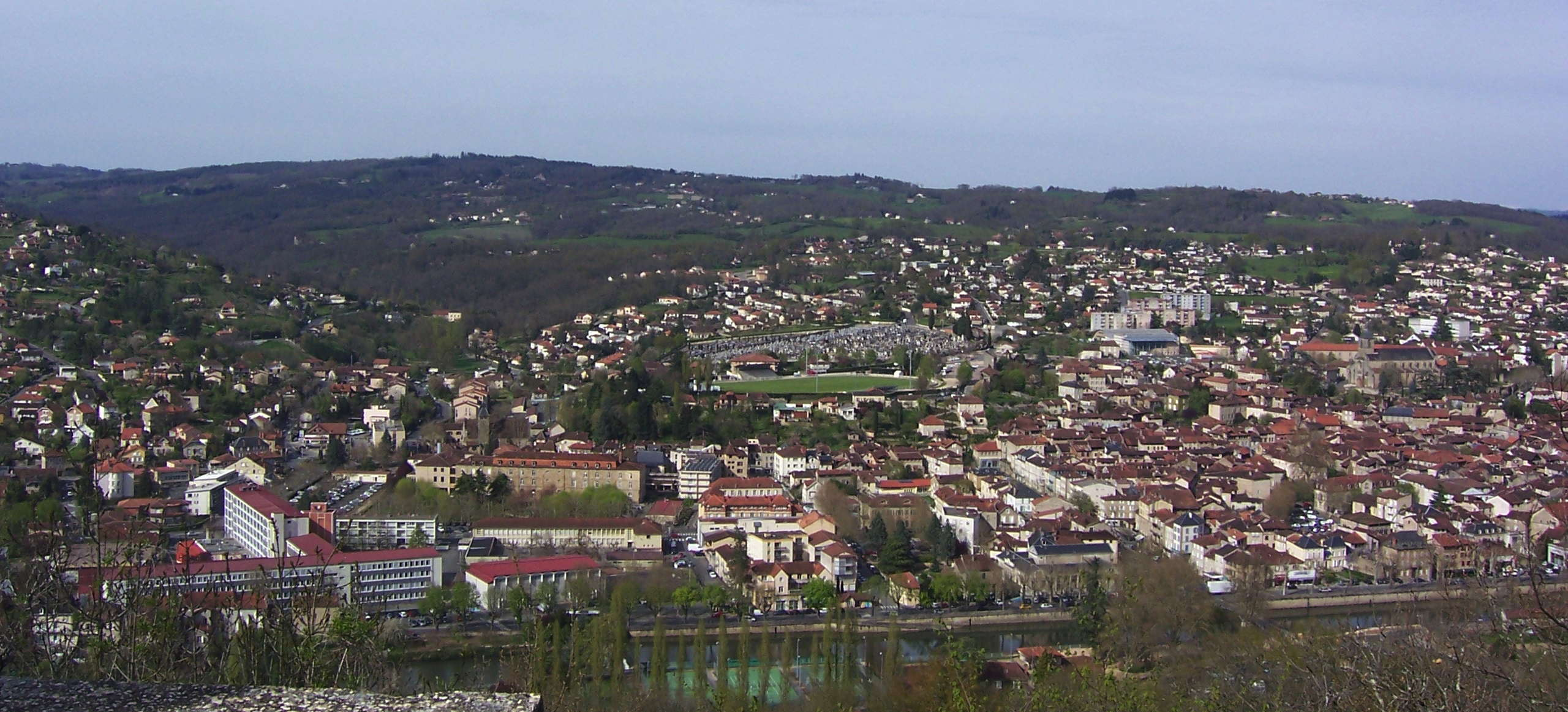
鸟瞰菲雅克

菲雅克位于法国南部偏西，奥克西塔尼大区北部和洛特省东部，距离省会卡奥尔大约69公里、距离大区首府图卢兹大约165公里。与菲雅克接壤的市镇包括：贝迪埃、康布利、康比拉、卡普德纳克、费塞勒、利萨克和穆雷、吕南、普拉尼奥勒、维亚扎克。

### 地形
菲雅克位于法国中央高原西部，境内以丘陵为主，其中市中心位于塞莱河两岸，地形相对平坦，而南北两侧则为起伏较为明显的山脉，全境海拔在170到451米之间。

### 水文
塞莱河自东向西流经境内，该河是洛特河的右岸支流，属于法国五大流域之一的加龙河流域。

### 气候
菲雅克在柯本气候分类法中属于温带海洋性气候。
距离菲雅克最近的气象站位于市区以南11公里外的新城境内，以下为该气象站的数据（其中日照数据取自罗德兹气象站）：
| 新城1981年－2019年  | 新城1981年－2019年 | 新城1981年－2019年 | 新城1981年－2019年 | 新城1981年－2019年 | 新城1981年－2019年 | 新城1981年－2019年 | 新城1981年－2019年 | 新城1981年－2019年 | 新城1981年－2019年 | 新城1981年－2019年 | 新城1981年－2019年 | 新城1981年－2019年 | 新城1981年－2019年 |
| 月份                | 1月                | 2月                | 3月                | 4月                | 5月                | 6月                | 7月                | 8月                | 9月                | 10月               | 11月               | 12月               | 全年               |
| ------------------- | ------------------ | ------------------ | ------------------ | ------------------ | ------------------ | ------------------ | ------------------ | ------------------ | ------------------ | ------------------ | ------------------ | ------------------ | ------------------ |
| 历史最高温 °C（°F） | 19 (66)            | 23 (73)            | 27 (81)            | 30 (86)            | 33 (91)            | 38 (100)           | 40 (104)           | 42 (108)           | 35.5 (95.9)        | 31 (88)            | 23.5 (74.3)        | 19.5 (67.1)        | 42 (108)           |
| 平均高温 °C（°F）   | 8.3 (46.9)         | 10.3 (50.5)        | 13.9 (57.0)        | 16.5 (61.7)        | 21 (70)            | 24.5 (76.1)        | 27.6 (81.7)        | 27.5 (81.5)        | 23.5 (74.3)        | 18.5 (65.3)        | 11.9 (53.4)        | 9 (48)             | 17.7 (63.9)        |
| 日均气温 °C（°F）   | 4.3 (39.7)         | 5.4 (41.7)         | 8.1 (46.6)         | 10.6 (51.1)        | 14.7 (58.5)        | 18 (64)            | 20.6 (69.1)        | 20.5 (68.9)        | 16.9 (62.4)        | 13.3 (55.9)        | 7.6 (45.7)         | 4.9 (40.8)         | 12.1 (53.8)        |
| 平均低温 °C（°F）   | 0.2 (32.4)         | 0.5 (32.9)         | 2.4 (36.3)         | 4.7 (40.5)         | 8.5 (47.3)         | 11.5 (52.7)        | 13.6 (56.5)        | 13.4 (56.1)        | 10.3 (50.5)        | 8.1 (46.6)         | 3.4 (38.1)         | 0.9 (33.6)         | 6.5 (43.7)         |
| 历史最低温 °C（°F） | −23 (−9)           | −14 (7)            | −11.5 (11.3)       | −4.5 (23.9)        | −0.5 (31.1)        | 2 (36)             | 5 (41)             | 3 (37)             | 0 (32)             | −6.5 (20.3)        | −10.5 (13.1)       | −13.5 (7.7)        | −23 (−9)           |
| 平均降水量 mm（）   | 74.9 (2.95)        | 69.4 (2.73)        | 69.1 (2.72)        | 98.6 (3.88)        | 96.4 (3.80)        | 81.5 (3.21)        | 51.7 (2.04)        | 62.4 (2.46)        | 82.6 (3.25)        | 85.3 (3.36)        | 89.1 (3.51)        | 80.3 (3.16)        | 941.3 (37.06)      |
| 月均日照時數        | 63.6               | 89.5               | 125.9              | 194.7              | 211.8              | 249.9              | 187.4              | 263.5              | 214.6              | 183.2              | 68.3               | 87.2               | 1,939.6            |
| 来源：infoclimat.fr |                    |                    |                    |                    |                    |                    |                    |                    |                    |                    |                    |                    |                    |

## 行政区划
菲雅克是法国奥克西塔尼大区洛特省的一个市镇，编号为46102，它也是洛特省的一个副省会。菲雅克下辖菲雅克区，管理菲雅克第一县和第二县，同时也是大菲雅克市镇公共社区的办公驻地。
法国国家统计与经济研究所（简称）在进行数据统计时，将菲雅克及相邻的另外4个市镇设为菲雅克城市核心区，并将包括核心区在内的周边共33个市镇划为菲雅克城市区。同时，还将菲雅克市镇分为了4个“块区”（IRIS），以便于统计人口分布情况。

## 交通

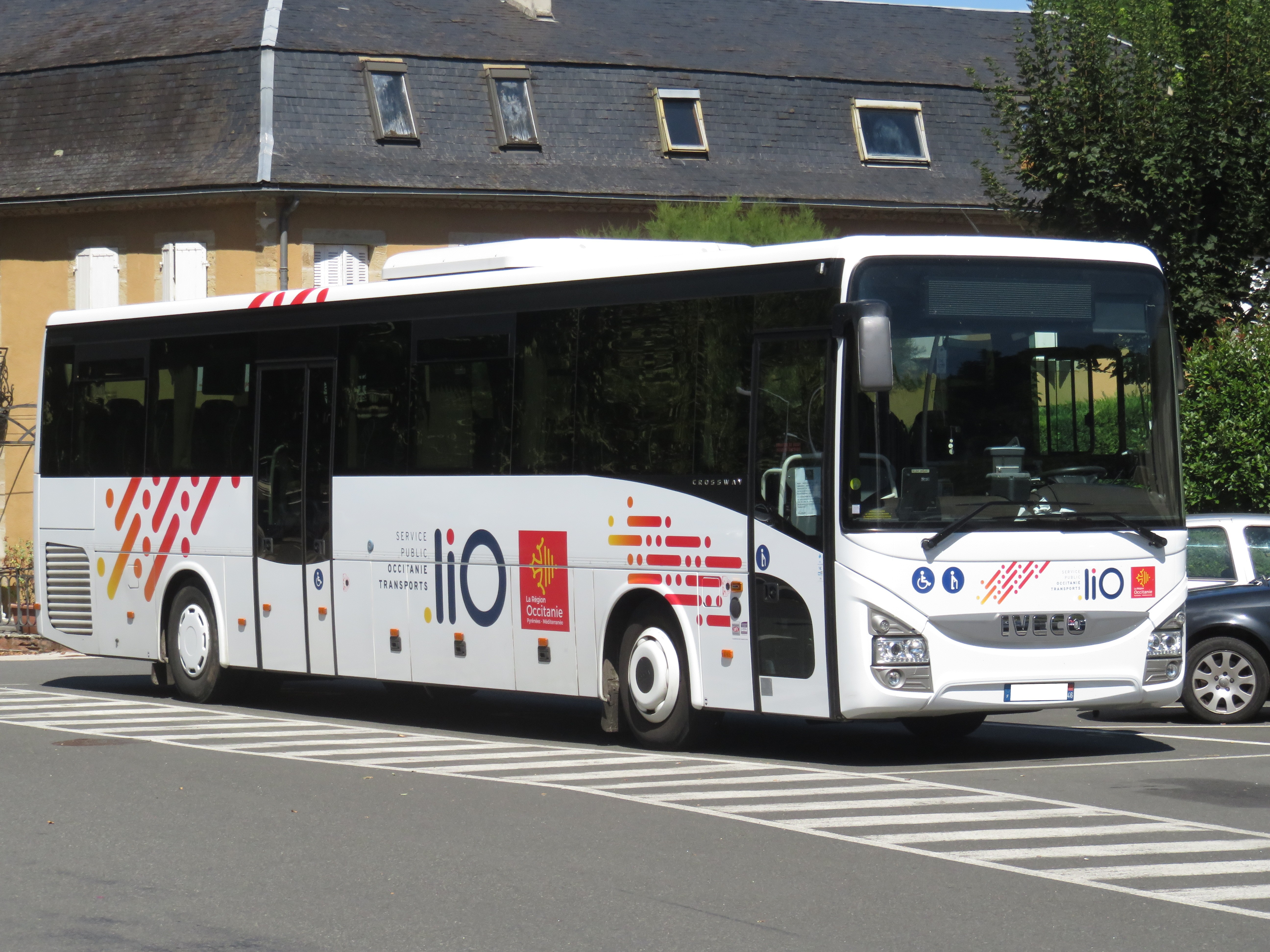
停靠于菲雅克街头的一辆长途巴士

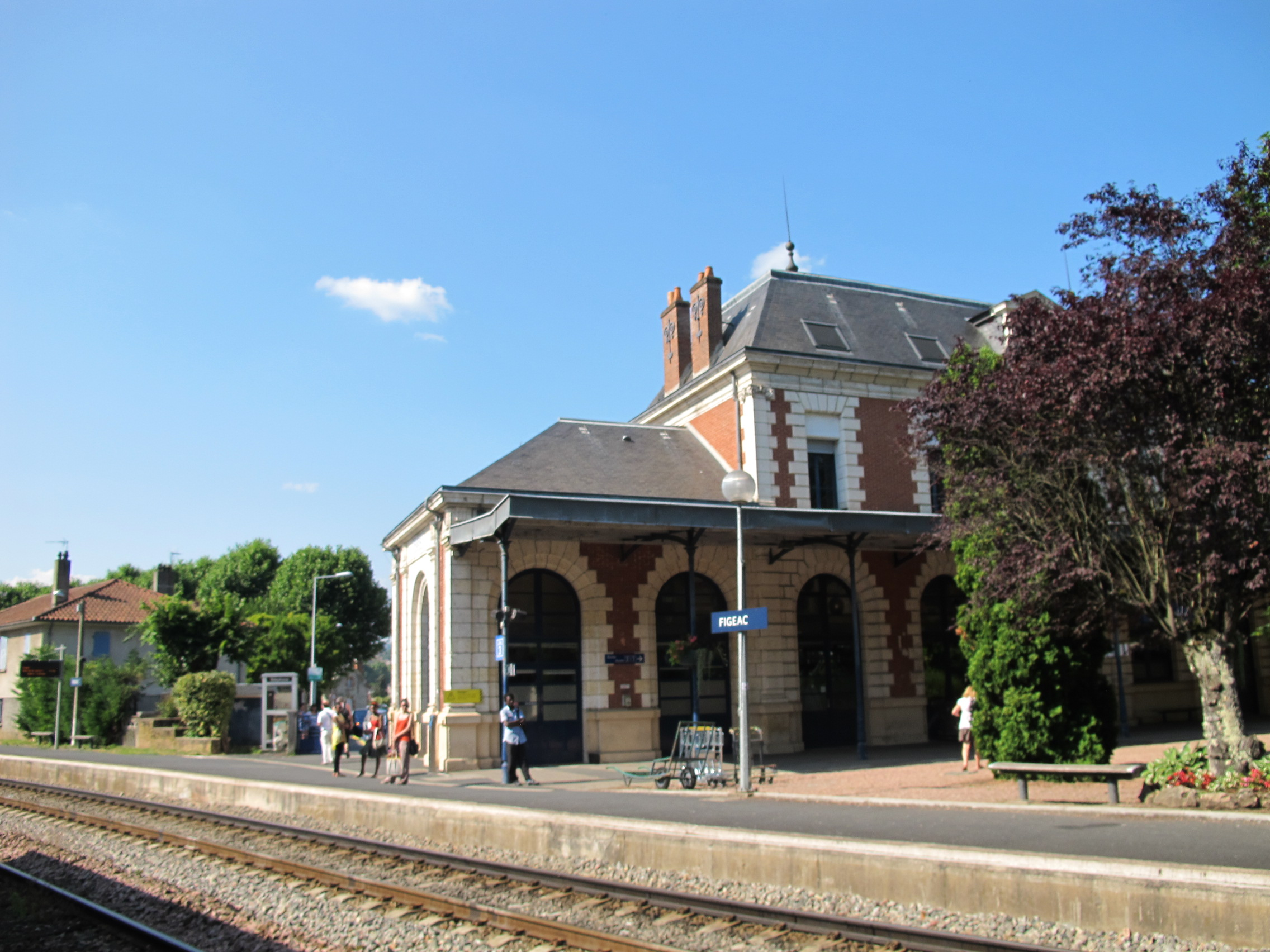
菲雅克站的站台

### 公路
法国国道N122线经过菲雅克，其中菲雅克以南的路段已改为区域性道路，此外还有多条洛特省省道在菲雅克境内交汇。奥克西塔尼综合线路网提供连接菲雅克和卡奥尔的长途巴士线路，此外还有一些校车线路可前往菲雅克周边部分市镇。
2015年，66.4%的菲雅克家庭拥有至少一辆的私人汽车。2016年，菲雅克境内共发生各类交通事故6起，造成1人遇难，5人受伤。

### 铁路
菲雅克是一个区域性的铁路枢纽，布里夫拉盖亚尔德－图卢兹铁路和菲雅克－阿尔旺铁路在此交汇。菲雅克站位于菲雅克市区以南，是一个“人”字形的铁路车站，该站停靠前往图卢兹、布里夫拉盖亚尔德、罗德兹和欧里亚克四个方向的区域列车，每天晚上还有夜班城际列车可前往巴黎。2018年11月21日，菲雅克站发生火灾，主站房被严重烧毁，重建工程计划于2021年底完工。

### 航空
距离菲雅克最近的民用航空机场为欧里亚克机场，车程约1小时。

### 城市公共交通
菲雅克城市公共交通是当地的城市公共交通系统，截至2020年5月，该系统共包含11条常规公交线路、4条校车线路和1条专线，路网覆盖了市区各主要街道及居民区。

## 政治

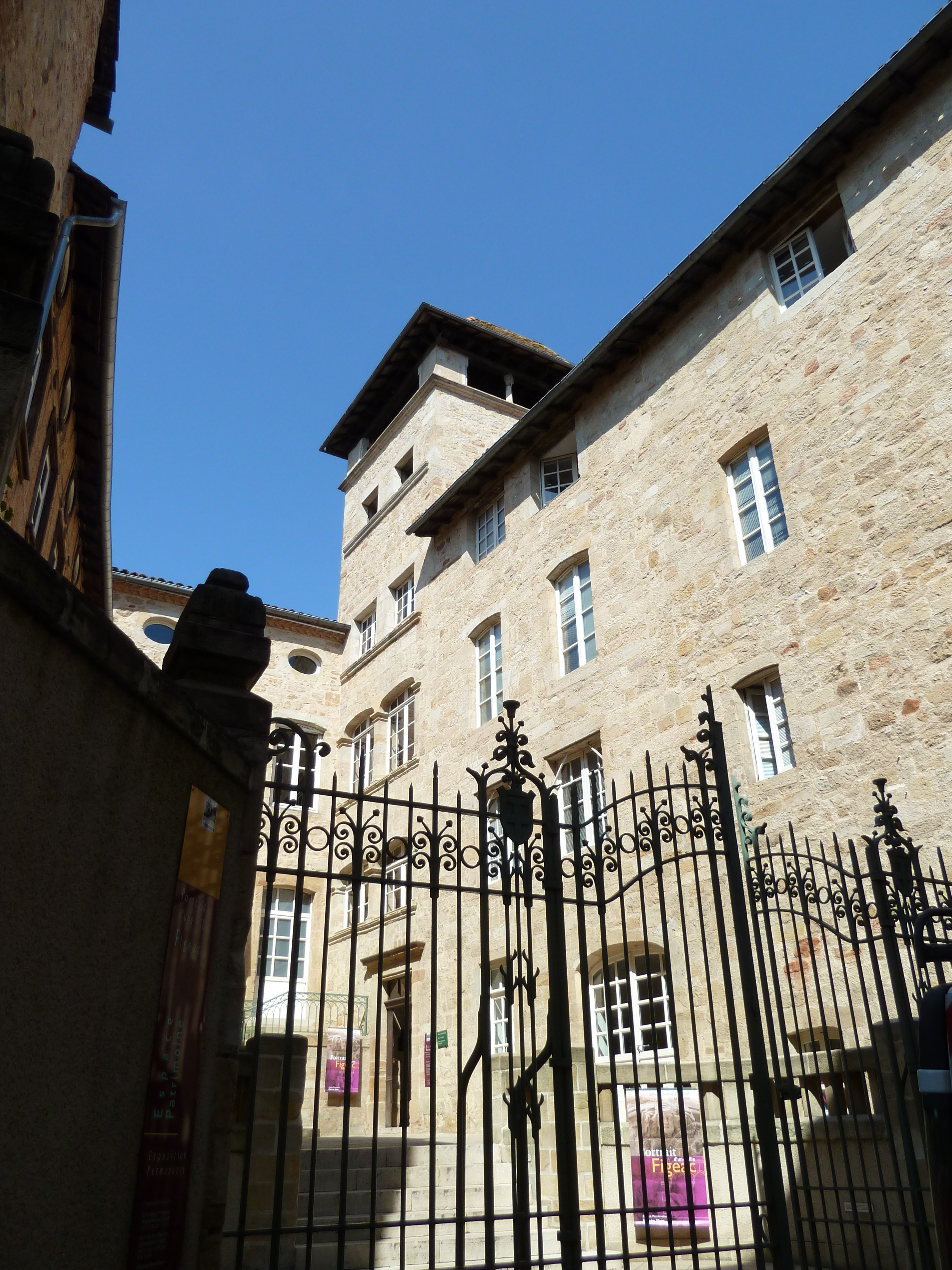
菲雅克市政厅

菲雅克的现任市长为安德烈·梅兰热（André Mellinger）先生，他是社会党的一名成员，在2014年的市政选举中获得了43.38%的支持率，在2020年的市政选举中则获得了42.62%的支持率，实现连任。
在2017年的法国总统大选中，法国第25任总统埃马纽埃尔·马克龙在菲雅克获得了79.6%的支持率。
| 菲雅克历届市长 |                   |                                         |
| 任期           | 市长              | 党派                                    |
| 1944年－1947年 | 安德烈·代普       | PCF法国共产党                           |
| 1947年－1974年 | 乔治·瑞斯基温斯基 | SFIO工人国际法国支部 →DVG左翼无党派人士 |
| 1974年－1977年 | 贝尔纳·丰唐日     | PS社会党                                |
| 1977年－2001年 | 马丁·马尔维       | PS社会党                                |
| 2001年－2014年 | 尼科勒·波洛       | PS社会党                                |
| 2014年－       | 安德烈·梅兰热     | PS社会党                                |

## 人口
2017年，菲雅克市镇人口数量为9,792，在法国排名第1,030位。其中男性4,718人，女性5,115人，75岁及以上人口占13.1%，外籍人口数量为543人，人口密度为278人/平方公里，当地居民被称为（男性）或（女性）。2018年，菲雅克境内出生80人，死亡人口126人。
| 年份   | 1936  | 1946  | 1954  | 1962  | 1968  | 1975   | 1982  | 1990  | 1999  | 2006  | 2011  | 2016  | 2017  |
| ------ | ----- | ----- | ----- | ----- | ----- | ------ | ----- | ----- | ----- | ----- | ----- | ----- | ----- |
| 人口數 | 5,889 | 6,877 | 7,062 | 8,338 | 9,593 | 10,077 | 9,667 | 9,549 | 9,606 | 9,943 | 9,773 | 9,833 | 9,792 |

## 经济

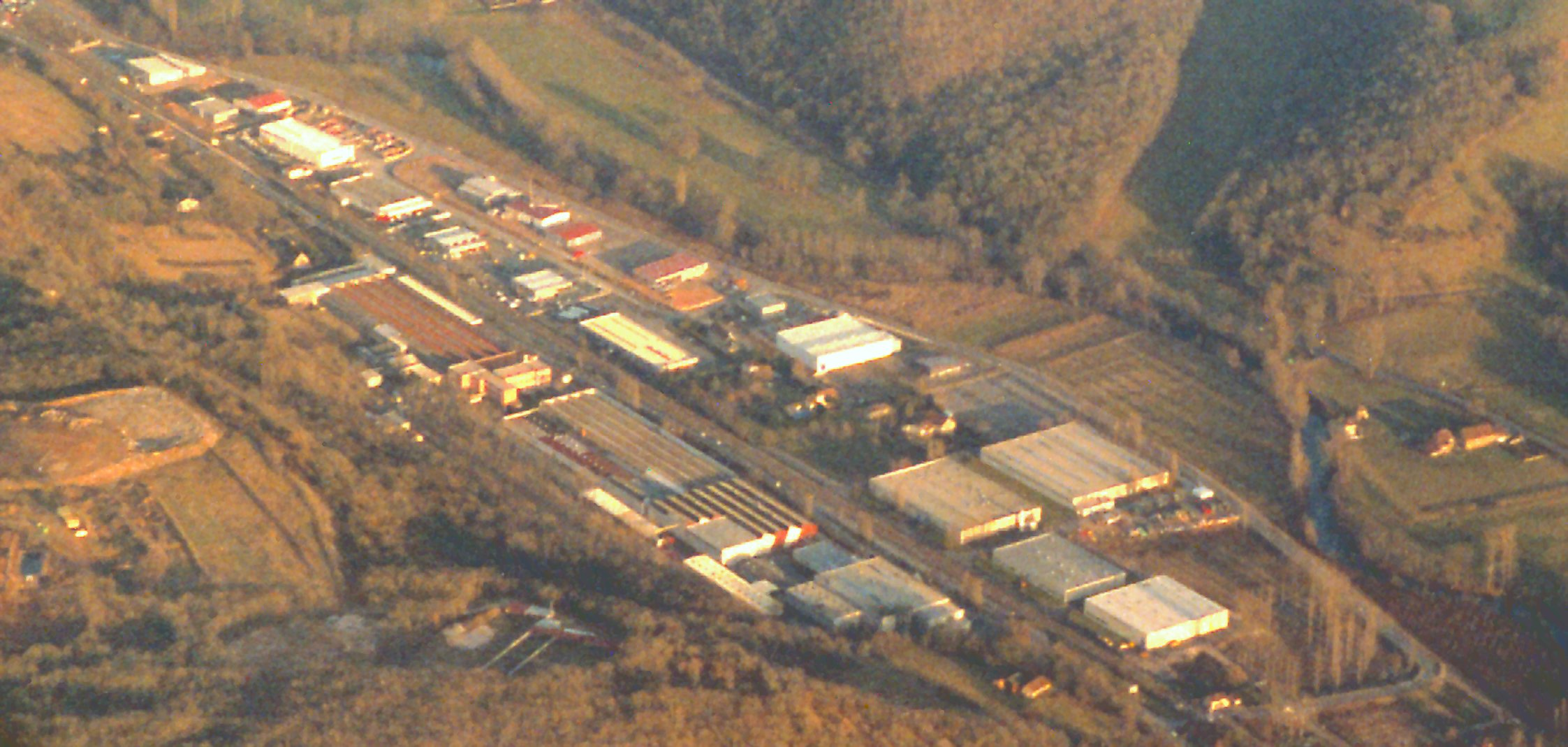
拉捷工厂

菲雅克是一座区域性的中心城市，食品加工为当地的主要的经济部门。拉捷是一家总部位于菲雅克境内的航空企业，也是空中客车集团的一个下属部门。

## 财政收入
2018年，菲雅克的财政收入总额为13,960,600欧元，财政支出总额为12,937,700欧元，当年的债务总额为4,778,880欧元。
2014年，菲雅克的人均收入总额为2,398欧元，其中高职人员为3,902欧元，普通职员为1,757欧元。
2016年，菲雅克境内的青壮年（15至64岁）失业率为13.7%，当地42%的家庭拥有纳税资格。

## 社会事务

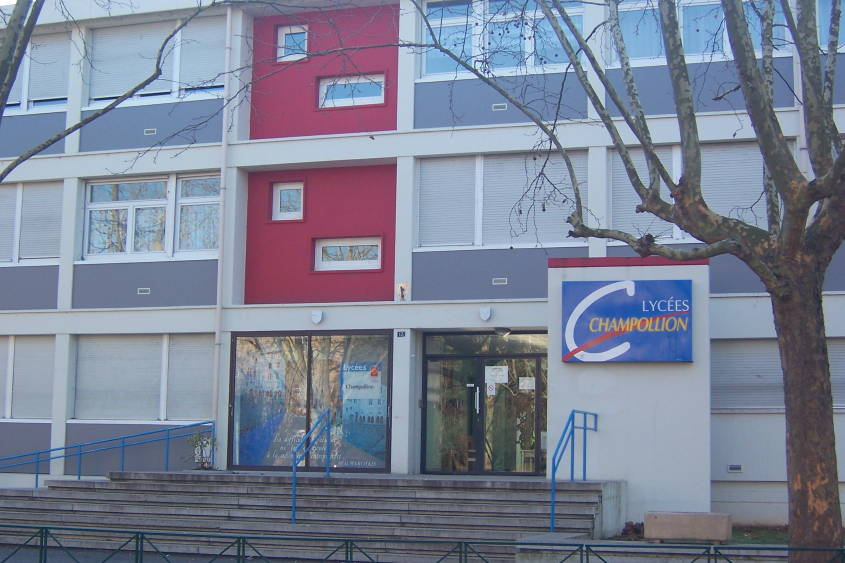
商博良高级中学

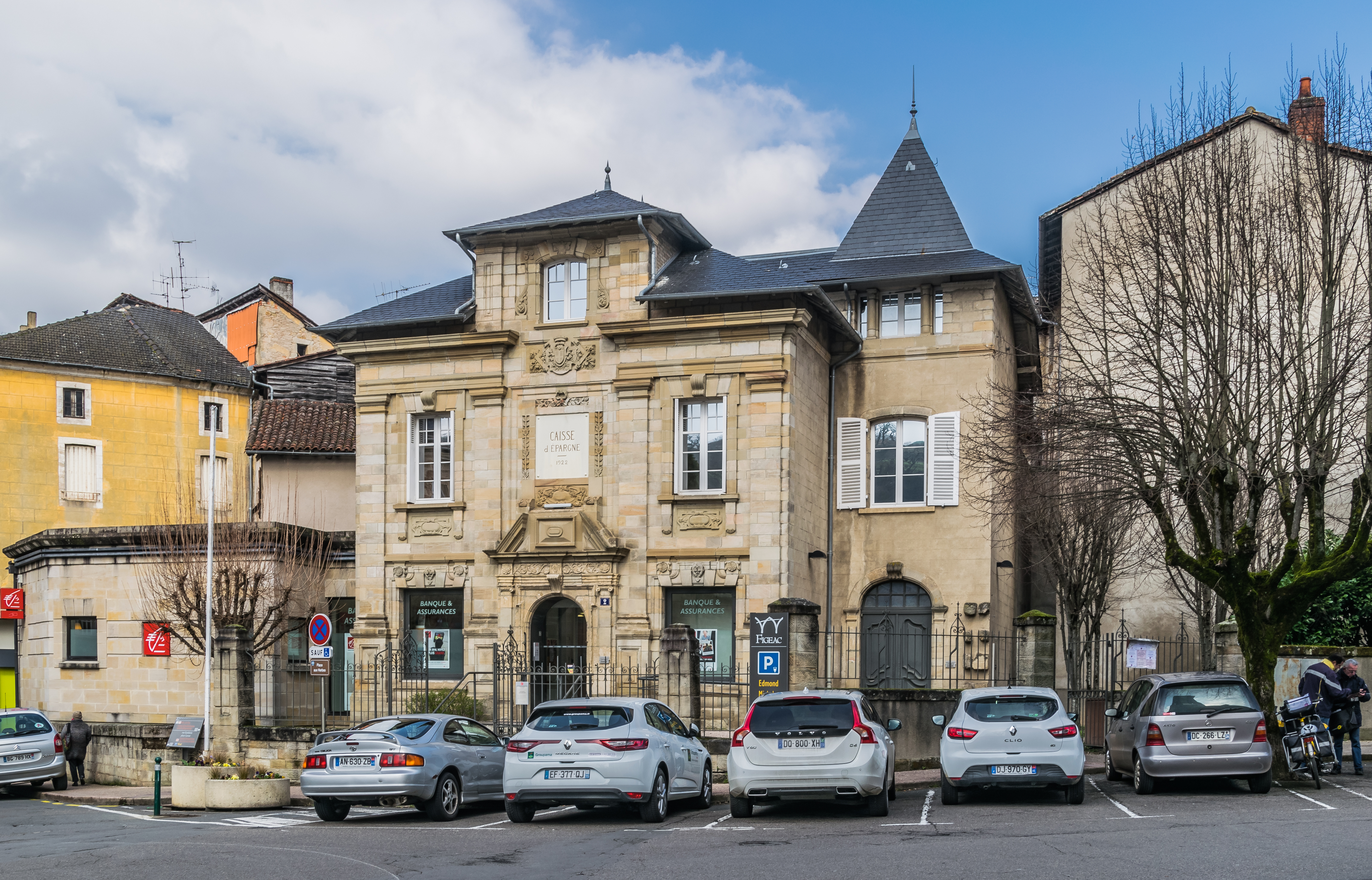
市中心的一处银行

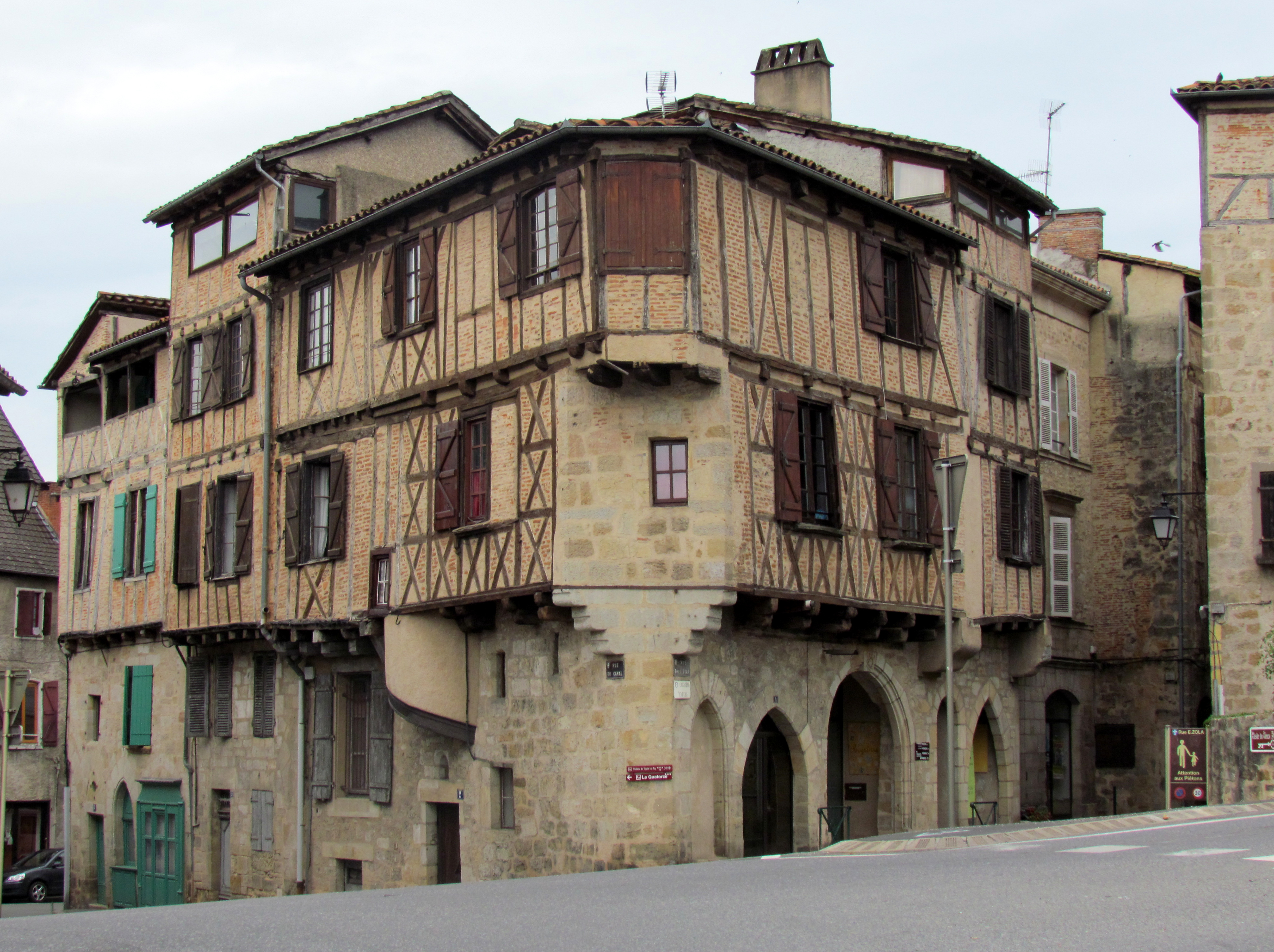
传统民居

### 教育
菲雅克属于图卢兹学区。截止2018年1月1日，菲雅克境内共有3所幼儿园、4所小学、2所初级中学、2所普通高中、1所农业高中和1所职业高中。2018至2019学年度，菲雅克境内共有在校中小学生1,850名。
在高等教育方面，菲雅克是法国拥有高等院校的人口最少的城市，菲雅克应用技术学院创建于1995年，隶属于图卢兹第二大学。

### 医疗
截止2017年1月1日，菲雅克境内共有全科医生17名、保健师19名、牙医15名、护士22名、耳科医生5名、眼科医生3名、皮肤科医生1名、助产士3名和儿科医生2名。境内共有药房6家，养老院4家，残疾人帮扶中心8家。
菲雅克中心医院（Centre Hospitalier de Figeac）位于菲雅克市区，下属一所医院和两所康复中心，共有262个床位，是当地规模最大的公立综合性医院。

### 住房
2015年，菲雅克境内共有各类住房6,417套，其中81.8%为常住房屋，市区内几乎没有集中性居民楼。

### 商业
2017年，菲雅克境内共有各类商铺724家，其中餐饮服务类313家。市区南部建有大型开放式商业街区。

### 体育
2017年，菲雅克境内共有1家游泳池、3间健身房、1座综合体育场、7处网球场、1处马术场、2处足球或橄榄球场以及4处篮球或排球场。
菲雅克体育集团是当地的一支橄榄球俱乐部，成立于1913年，2019至2020赛季参加法国橄榄球戊级联赛。

### 环境
菲雅克的环境事务由其所属的公共社区负责。2017年，菲雅克境内暂无污染企业。

### 治安
2014年，菲雅克及附近地区共发生各类案件1,528起，其中盗窃类案件908起，经济类案件220起，毒品交易类案件59起。

## 文化

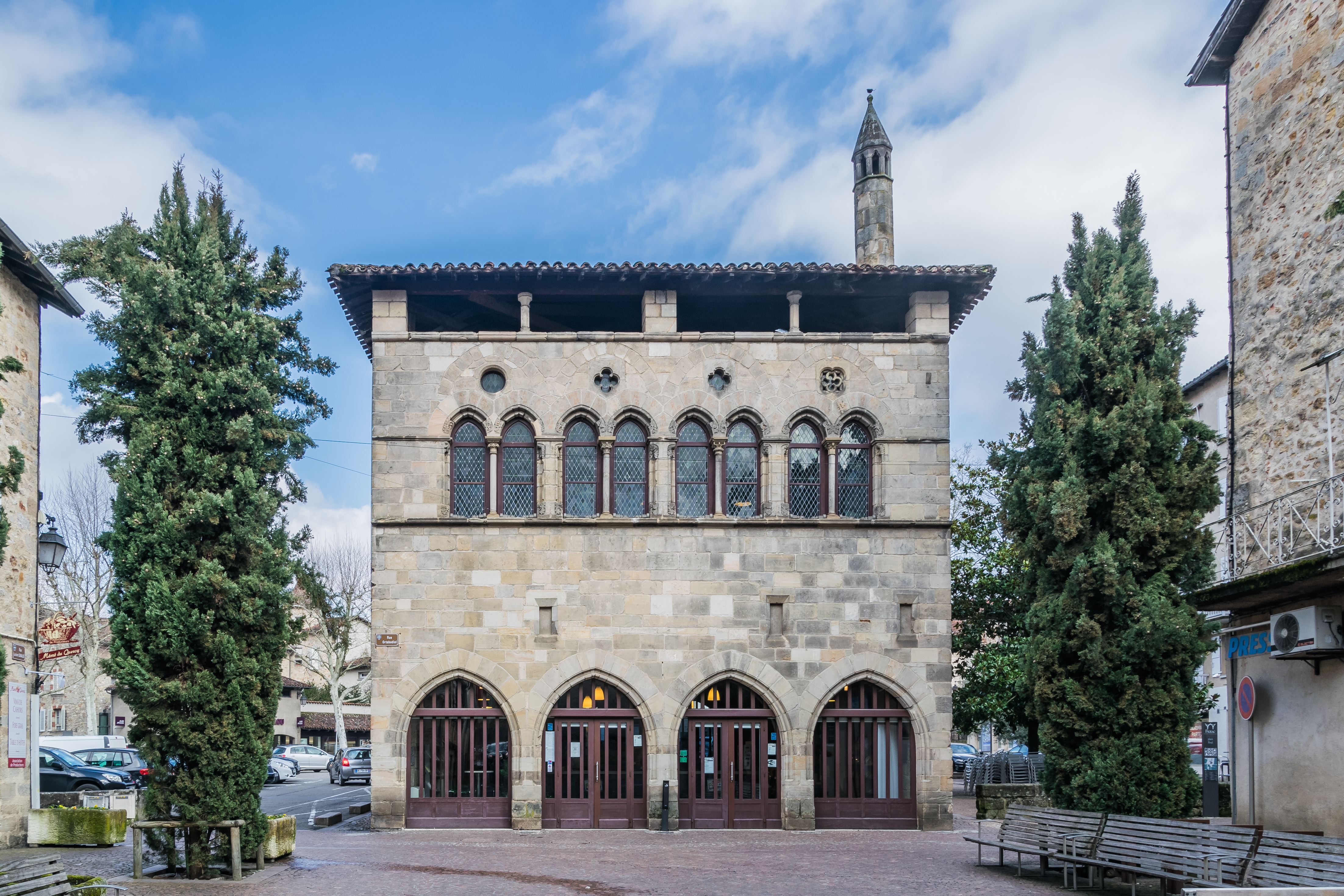
莫奈宫殿

2017年，菲雅克境内共有1个剧场、1个电影院和2个博物馆。

### 建筑
菲雅克境内有多处法国国家文物保护单位，主要包括圣索沃尔教堂、圣母山教堂等，莫奈宫殿（Hôtel de la Monnaie）建于13世纪，是当地的代表性建筑物。

### 旅游
2018年，菲雅克境内共有8个宾馆共计154间房间，另有1个露营地，可容纳共129辆露营车。

### 媒体
法国主要的媒体均可在菲雅克接收，其中《南部追寻》报和法国电视三台下属的奥克西塔尼大区频道在部分时段播出菲雅克所属区域的地方新闻。

## 友好城市
截至2020年5月，菲雅克与 德国比勒费尔德互为友好城市关系。
此外，菲雅克马斯布初级中学（collège Masbou）还与德国迈讷茨哈根的一所中学互为友好学校，并定期举办相关联谊活动。